# 共和暦10年憲法

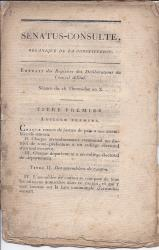
共和暦10年憲法

共和暦10年熱月16日の組織的元老院決議（フランス語: Sénatus-consulte organique du 16 thermidor an X）、通称、共和暦10年憲法（フランス語: Constitution de l’an X）は、統領政府を一部改組した憲法である。プレビシットによる人民の承認を経て「ナポレオン・ボナパルトを終身第一統領とすることを宣言する共和暦10年熱月14日（1802年8月2日）の元老院決議（Sénatus-consulte du 14 thermidor an X (2 août 1802), qui proclame Napoléon Bonaparte Premier consul à vie）」が発せられたことを受けて、共和暦10年熱月16日（1802年8月4日）に採択された。

## 概要
この憲法は、第一統領の権限を著しく強化している。すなわち、
- 護憲元老院の権限が強化され、その引き換えとして、立法院と護民院は弱体化される。すなわち、元老院は憲法を修正し、または特別の措置（立法院と護民院の解散等）を講ずることができるものとされる[1]。一方、第一統領は元老院議員を新規任命することができるものとされ[2]、その見返りとして、元老院は第一統領に対する従属を深めることとなる。
- 第一統領に恩赦権が与えられる[3]。
- 条約の批准が第一統領の専権とされる[4]。
- 普通選挙が一部廃止され、納税額による制限選挙とされる[5]。

あまり知られていないが、ナポレオンの終身第一統領への就任自体は、この憲法によるものではなく、この憲法が採択される2日前の共和暦10年熱月14日の憲法修正によるものである。